# یوریل
اوریِل (אוּרִיאֵל «خداوند نور من است»، اریل، ااوریل عبری استاندارد Uriʾel، عبری طبریه‌ای ʾÛrîʾēl) یکی از فرشتگان مقرب متون مقدس یهودی است. همچنین در بعضی از منابع مسیحی نیز به عنوان فرشته مقرب پذیرفته شده‌است. 